# Charinus caribensis
Charinus caribensis (лат.) — вид паукообразных семейства Charinidae из отряда фринов (Amblypygi). 

## Распространение
Северная Америка: Ямайка. Найдены под камнями и внутри пещеры в тропическом лесу.

## Описание
Этот вид отличается от других карибских и центральноамериканских представителей рода Charinus по следующей комбинации признаков: базитибии IV пары ног с двумя псевдочлениками; отсутствуют срединные глаза и срединный глазной бугорок; боковые глаза уменьшены и бледны; гениталии самок подушкообразные; на пролатеральной поверхности базального сегмента хелицеры от вентральной до дорсальной поверхности есть поперечный ряд из шести мелких щетинок; хелицеральный базальный сегмент с мелким зубцом в ретролатеральном ряду; хелицеральный коготь с рядом щетинок на ретролатеральной поверхности, от основания к вершине (дорсальная сторона); хелицеральный коготь с пятью зубцами; вторичный половой диморфизм педипальп отсутствует; тазик педипальпы с двумя спинными щетинками, окруженными круглым валиком, и двумя по его краю; бедро педипальпы с тремя спинными шипами и тремя вентральными шипами; голень педипальпы с тремя длинными вентральными щетинками между остью I и дистальным краем; лапка педипальпы с двумя спинными шипами, дистальный шип составляет две трети длины лапки, а проксимальный шип — половину длины дистального шипа; нога I с 21 голенными члениками и 37-39 члениками лапки. Боковые глаза расположены от латерального края карапакса по крайней мере на расстоянии в три раза больше диаметра одного оцеллия, с щетинкой позади латеральной глазной триады. Вертлуг педипальп с двумя вентральными шипами (спинной шип отсутствует); голень педипальпы с двумя спинными и одним брюшным шипами; вентральный шип на голени педипальпы расположен дистально.